# Aardonyx
Az Aardonyx (jelentése 'Földkarom', az afrikaans aard, 'Föld' és az ógörög ονυξ / onüx, 'köröm, karom' szavak összetételéből) a prosauropoda dinoszauruszok egyik neme. Típusfaja, az Aardonyx celestae a kora jura kori Elliot-formációból, Dél-Afrika területéről került elő. Az A. celestae a faj első ismert fosszilis leletanyagának nagy részét preparáló Celeste Yates után kapta a nevét. Mellső lábainak egyes jellegzetességei átmenetet képeznek a prosauropodák és a sauropodák között.
A mellső lábak és a csípő felépítése alapján az Aardonyx többnyire két lábon járt, de az Iguanodonhoz hasonlóan képes volt négy lábra ereszkedni. Egyes tulajdonságai az Apatosaurushoz hasonló négy lábon járó óriás sauropodák jellemzőire emlékeztetnek. A nem maradványait az ausztrál őslénykutató, Adam Yates és csapata találta meg, felfedezésükről pedig a Proceedings of the Royal Society B című folyóirat online változata adott hírt 2009 novemberében, a 2010 márciusára tervezett hivatalos beszámoló előtt. A londoni Természetrajzi Múzeum (Natural History Museum) brit őslénykutatója, Paul Barrett bár nem vett részt a kutatásban, az Aardonyx felfedezésével kapcsolatban megjegyezte, hogy „segít betölteni egy nagyobb hézagot a sauropodák evolúciójára vonatkozó tudásunkban, bemutatva, hogyan tett szert egy elsődlegesen két lábon járó állat olyan jellemzőkre, amelyek az élet négy lábon való eltöltéséhez szükségesek”.
A tanulmány egyik társszerzője, Matthew Bonnan kijelentette, „Már tudtuk, hogy a legkorábbi sauropodák és sauropodákhoz közeli állatok két lábon jártak. Ami viszont az Aardonyxnál látható, a négy lábon való járás és a súly talpon való megtartása olyasmi, ami nagyon korán jelent meg ezeknél a dinoszauruszoknál, jóval korábban, mint ahogy azt előzőleg feltételezték.” Bonnan hozzátette, hogy „Tudományos szinten igazi beteljesedést jelent az, hogy a dinoszauruszok naggyá válásával kapcsolatos feltevés a terepen való tesztelés és a kapott adatok — egy új dinoszaurusz — révén tényleg elkezdi betölteni az anatómiai hézagokat.”

## Anatómia

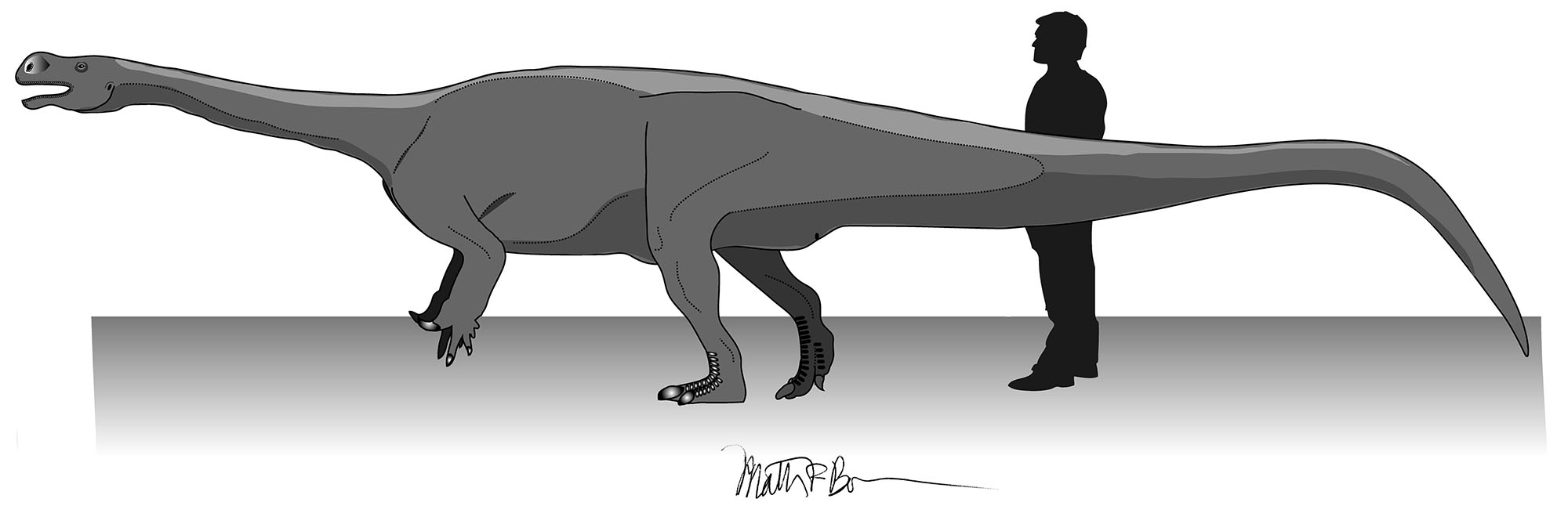
Az Aardonyx és az ember méretének összehasonlítása

A nem két kifejletlen példány széttagolt csontjai alapján vált ismertté. A leletanyaghoz tartoznak a koponya darabjai, a csigolyák, a háti és nyaki bordák, a hasi bordák, a tövisnyúlványok, a vállöv és a csípő részei, valamint a mellső és a hátsó végtagok csontjai. E csontok jelenléte egyetlen sűrű halomban, egy csatornában elszigetelődve arra enged következtetni, hogy a maradványok aránylag teljes tetemektől származnak. Mindkét példányról azt gondolják, hogy 10 évnél fiatalabb volt a pusztulása idején, ugyanis a megvizsgált agykérgi csontokról hiányoznak a perifériális vonalak. A kifejletlenség további bizonyítékai közé tartoznak a lapocka ízületi végén levő elmeszesedett kötőszövetek.

## Osztályozás
Az Aardonyxot a nem első leírásával együtt megjelentetett filogenetikus elemzés alapján a Melanorosaurust és a kizárólag négy lábon járó sauropodákat tartalmazó sauropodomorpha klád testvértaxonjának tartják. A csontváz több jellemzője is ezt a kapcsolatot erősíti. Ezek közé tartoznak a csigolyákon látható fejlett részletek (például a neurális csatornához hasonló mélységű hyposphenek és a nyak közepén levő csigolyatövisek, melyek majdnem kétszer olyan hosszúak, mint amilyen magasak) és a csontváz további részei (például a combcsont közepénél levő negyedik tompor), valamint egy felnőtt példány több, mint 600 milliméter hosszú combcsontja).

## Ősbiológia

### Táplálkozás
Az Aardonyx látszólag átmenetet képez a nagy mennyiségben való legeléssel jellemezhető sauropodák felé. Az Aardonyx keskeny és V alakú állcsontjaihoz hegyes ízület tartozik, ami a bazális sauropodomorphák pleziomorf jellegzetessége. A sauropodák kiszélesedett, U alakú állcsontjai nagyobb harapást biztosítottak. Az állkapocscsont hátsó végén levő oldalsó taraj hiánya a húsos pofa elvesztésére utal. Ez olyan adaptációnak tűnik, ami a száj nagy tömegű legelés érdekében való tágra nyitását segítette elő, és szinte az összes sauropodánál megtalálható. Az Aardonyx felső állcsontjának oldalsó idegérrendszeri nyílásai kisebbek, mint a többi bazális sauropodomorpháé, ami azt jelezheti, hogy az arc vérellátása csökkent a húsos pofák elvesztése miatt. A koponya egyes csontjainak alveoláris szegélye mentén kialakult oldalsó lemezek segíthették a fogak nyelv felőli oldalának megtámasztását a lombozat szaggatása során fellépő arc-nyelv irányú erőkkel szemben. A paleomorfikus V alakú állcsontok és a húsos pofák hiánya az Aardonyx egyedi jellegzetességei. Korábban úgy vélték, hogy a szélesebb állcsontok még a húsos pofák eltűnése előtt fejlődtek ki a sauropodáknál a tömeges legeléshez szükséges adaptációként. A sauropodák közé tartozó Chinshakiangosaurus U alakú állcsontokkal rendelkezett, de az Aardonyxtól eltérően még megtalálhatók voltak nála a húsos pofák is. Mivel a Chinshakiangosaurus jóval fejlettebb sauropodának számít, ez azt jelzi, hogy a széles pofa nélküli fej kétszer fejlődött ki a Sauropodomorpha csoporton belül: egyszer az Aardonyxnál, majd újból a Chinshakiangosaurusnál jóval fejlettebb sauropodáknál.

### Helyváltoztatás
Az Aardonyx végtagjainak jellegzetességei arra utalnak, hogy az állat rendszerint két lábon járt. A két lábon való járás bizonyítéka a mellső lábon látható; az orsócsont és a singcsont szerkezete korlátozta a kéz elcsavarhatóságának mértékét, a felkarcsont hossza pedig csak a combcsont hosszának 72 százalékát érte el. Azonban az Aardonyx mellső és hátsó lábainak jellemzői a négy lábon való járás kialakulásának folyamatát mutatják, ami a teljesen négy lábon járó sauropodáknál ért véget. A singcsont proximális vége egy kezdeti kraniolaterális nyúlvány, ami Y alakúvá tette a csontot, bár jóval felszínesebb módon, mint ahogy az a kizárólag négy lábon járó sauropodomorpháknál látható. Az orsócsont felfelé tolódott, a rajta levő sugárirányú árok pedig lehetővé tette a singcsont kraniolaterális mozgatását. Ezek a jellegzetességek arra utalnak, hogy az Aardonyx a nagyobb mértékű négy lábon való járás felé fejlődött. Bár az Aardonyx mellső lábai egyértelműen igazolják a két lábon való járást (ahogy a combcsont konvex proximolaterális felülete és a combcsont oldalsó szélétől távoli kraniális tompor), létezik bizonyíték a négy lábon való járás felé való eltolódásra is. A combcsont jellemzői alapján az Aardonyx lassabb volt a bazálisabb sauropodomorpháknál. A combcsont szára egyenesebb és a negyedik tompor disztálisabban helyezkedett el. A negyedik tompor disztálisabb helyzetbe való eltolódásának eredményeként a M. caudofemoralis longus izom, a comb fő visszahúzó izma nagyobb emelőerőt tudott kifejteni, a visszahúzás sebessége azonban csökkent; ennek következtében az Aardonyx a szokványos prosauropodáknál erősebbé és lassabbá vált.
Az Aardonyx lassú járására utaló további jellegzetességek közé tartozik az első lábközépcsont, ami a többi bazális sauropodomorpháénál robusztusabbá vált. Ez bizonyíték a lábfej mediálisabb vagy entaxonikusabb (fejlettebb belső ujjakon alapuló) súlytartó pozíciójára, ami eltér a mezaxonikus pozíciótól, amelynél a láb súlytartó tengelye a harmadik lábujjon halad át. Az entaxónia kifejlődése az Aardonyx esetében további bizonyítékkal szolgál a futás képességének csökkenésére és a lépéstávolság növekedésére, ami az elképzelés szerint megelőzte a sauropodomorphák teljes négy lábra ereszkedését. A korábbi elképzelés szerint az entaxónia kialakulása a Vulcanodon megjelenése után történt, ugyanis erre a nemre még a mezaxónia jellemző. Jelenleg azonban az Aardonyx entaxóniája miatt a Vulcanodon mezaxóniáját evolúciós visszalépésnek tekintik.

## Fordítás
- Ez a szócikk részben vagy egészben az Aardonyx című angol Wikipédia-szócikk ezen változatának fordításán alapul.  Az eredeti cikk szerkesztőit annak laptörténete sorolja fel. Ez a jelzés csupán a megfogalmazás eredetét és a szerzői jogokat jelzi, nem szolgál a cikkben szereplő információk forrásmegjelöléseként.

## Külső hivatkozások
- Earth Claw. Western Illinois University. [2009. november 14-i dátummal az eredetiből archiválva]. (Hozzáférés: 2010. június 4.)
- Julius T. Csotonyi: Fleshed-out restoration of an Aardonyx celestae'. [2010. március 9-i dátummal az eredetiből archiválva]. (Hozzáférés: 2010. június 4.)